# Sharaud Curry
Sharaud Curry (* 16. Mai 1987) ist ein US-amerikanischer Basketballspieler. Nach dem Studium in seinem Heimatland spielt Curry als Profi in Europa. Nach Stationen in Polen und Griechenland spielte Curry in der ÖBL-Saison 2011/12 für die Swans aus Gmunden in der österreichischen Basketball-Bundesliga. Mit diesem Verein gewann er den „Basketball Supercup Österreich“ und den nationalen Pokalwettbewerb und wurde als bester Spieler der Spielzeit 2011/12 ausgezeichnet. In der BBL-Saison 2012/13 spielte Curry zunächst für den Aufsteiger Mitteldeutscher BC und wechselte dann zu den Gießen 46ers. Anschließend spielte Curry in der finnischen Korisliiga, Bulgarien und zuletzt in der französischen LNB Pro A, wo er in der Saison 2015/16 für SLUC Nancy spielt.

## Karriere
Curry wechselte aus seiner Heimat in Gainesville (Georgia) zum Studium an das Providence College in der gleichnamigen Stadt in Rhode Island. Für das Hochschulteam Friars spielte er dort in der Big East Conference der NCAA Division I. Nachdem er in seinem Freshman-Jahr als einer der fünf besten Neulinge der Conference ausgezeichnet wurde, musste er in der Spielzeit 2007/08 verletzungsbedingt passen und spielte in seinem fünften Collegejahr eine vierte Spielzeit für die Friars. In der Spielzeit von Curry für die Friars gelang dieser Mannschaft jedoch keine Qualifikation für die landesweite Endrunde der NCAA.
2010 wurde Curry Profi in Europa und spielte zunächst in der Polska Liga Koszykówki für AZS aus Koszalin. Bereits nach zwei Spielen wurde hier der ehemalige Bundesligatrainer Charles Barton entlassen und kurze Zeit später durfte sich auch Curry einen neuen Verein suchen. Zum Ende der Spielzeit bekam er 2011 einen Vertrag in der griechischen Hauptstadt Athen bei AEK in der A1 Ethniki. Dieser belegte jedoch am Ende der Spielzeit den vorletzten Tabellenplatz und stieg aus der höchsten griechischen Spielklasse ab. Für die Spielzeit 2011/12 wechselte Curry nach Österreich, wo er mit Pokalsieger Allianz Swans Gmunden den Basketball-Supercup zu Saisonbeginn gewann. Später verteidigte man den Pokaltitel und gewann diesen Wettbewerb zum dritten Mal in Folge für den Verein. In der Meisterschaft ging man als Erster mit Heimvorteil in die Play-off-Finalrunde, doch in der Finalserie um die Meisterschaft musste man sich am Ende den Xion Dukes Klosterneuburg geschlagen geben und wurde Vizemeister. Curry selbst wurde als Most Valuable Player der abgelaufenen Spielzeit ausgezeichnet.
Für die Basketball-Bundesliga 2012/13 wurde Curry dann vom Erstliga-Aufsteiger Mitteldeutscher BC aus Weißenfels verpflichtet. Im Laufe der Hinrunde verlor Curry jedoch seinen Platz in der Starting Five und bat daher selbst um eine Vertragsauflösung. Später holte ihn sein ehemaliger Gmundener Trainer Mathias Fischer zum Ligakonkurrenten 46ers aus Gießen. Diese hatten als Tabellenletzter nach einem vorläufigen Insolvenzantrag einen personellen Aderlass hinzunehmen und waren ohne Aussicht auf den Klassenerhalt. Nach dem Abstieg wechselte Curry zur Saison 2013/14 in die finnische Korisliiga.